# Château de la comtesse Adélaïde
Le château de Suse ou château de la comtesse Adélaïde (italien Castello della Contessa Adelaide) est un château médiéval italien situé dans la ville de Suse, commandant l'accès au val éponyme, dans le Piémont, en Italie.

## Géographie
Le château de Suse permet de contrôler l'accès au Val de Suse, en Piémont (Italie), et aux passages vers le val-Cenis, en Maurienne (dans le département de la Savoie, en France) en passant par le col du Mont-Cenis et la vallée de la Clarée par le col de Montgenèvre (dans le département des Hautes-Alpes). Il se trouve par ailleurs à environ 50 km à l'ouest de la ville de Turin.
Il porte désormais le nom de Adélaïde (1015-1091), marquise (margrave) de Suse et comtesse de Turin, qui épouse le Humbertien Othon de Savoie, futur comte de Maurienne.

## Histoire
Le château de Suse entre dans le giron des Humbertiens par le mariage de Othon de Savoie, quatrième fils du comte Humbert aux blanches-mains, fondateur attesté de la dynastie, vers 1045 ou 1046, avec la marquise Adélaïde (1015-1091). Le futur comte affirme ses droits sur le château et la ville appartenant à sa femme en 1051 lorsqu'il succède à son frère.

## Tourisme
Des visites sont organisées ponctuellement par l'association des Amis du Château de la Comtesse Adélaïde.